# هنري بريفوست باباج
كان هنري بريفوست باباج (1824-1918) جنديًا في جيش البنغال التابع لشركة الهند الشرقية . بعد تقاعده برتبة لواء ، واصل عمل والده، تشارلز باباج ،الذي كان قد ساعده عندما كان طالبًا. نظّم وحرّر أوراق والده ونماذجه الأولية، ورتّب لنشرها وإكمالها. وشملت هذه الأعمال كتاب "المحركات الحسابية" لباباج (1889) ونموذجًا عمليًا لمطحنة المحركات التحليلية - وهو جزء مبسط من تصميم المحرك التحليلي الكامل.

## المسيرة العسكرية
تمت ترقيته إلى رتبة عقيد في فيلق أركان البنغال في 10 يونيو 1874.